# Sean Gagnon
Sean Gagnon (* 11. September 1973 in Sault Ste. Marie, Ontario) ist ein ehemaliger kanadischer Eishockeyspieler, der im Verlauf seiner aktiven Karriere zwischen 1991 und 2006 unter anderem weit über 500 Spiele in den nordamerikanischen Minor Leagues American Hockey League (AHL), International Hockey League (IHL) und East Coast Hockey League (ECHL) auf der Position des Verteidigers bestritten hat. Darüber hinaus absolvierte Gagnon, der den Spielertyp des Enforcers verkörperte, weitere zwölf Partien für die Phoenix Coyotes sowie Ottawa Senators in der National Hockey League (NHL) und stand zwei Spielzeiten bei den Lausitzer Füchse in der 2. Bundesliga unter Vertrag.

## Karriere
Gagnon spielte während seiner Juniorenzeit zwischen 1991 und 1994 für die Sudbury Wolves, Ottawa 67’s und Sault Ste. Marie Greyhounds in der Ontario Hockey League (OHL). Mit den Greyhounds gewann er im Jahr 1993 den Memorial Cup.
Nachdem er im NHL Entry Draft nicht berücksichtigt worden war, spielte er im Profibereich zuerst für die Dayton Bombers in der East Coast Hockey League (ECHL) und später für die Fort Wayne Komets in der International Hockey League (IHL). Im Mai 1997 unterschrieb der Verteidiger als Free Agent bei den Phoenix Coyotes aus der National Hockey League (IHL), die ihn in der Saison 1997/98 überwiegend bei ihrem Farmteam, den Springfield Falcons, in der American Hockey League (AHL) einsetzten. In der NHL kam er nur zu fünf Einsätzen. Auch das folgende Jahr, das ihm zwei weitere NHL-Einsätze einbrachte, spielte er meist in Springfield.
Im Sommer 1999 wechselte Gagnon für eine Spielzeit nach Finnland zum SM-liiga-Teilnehmer Jokerit Helsinki, bevor er – nach dem Gewinn der Vizemeisterschaft mit Jokerit – im Sommer 2000 in der NHL bei den Ottawa Senators anheuerte. Dort kam er jedoch auch nur zu fünf Spielen und wurde meist in der IHL bei den Grand Rapids Griffins eingesetzt. Im Sommer 2001 gaben die Senators ihn im Tausch für Jason Doig und Jeff Ulmer an die New York Rangers ab. Auch dort war seine Heimat das AHL-Farmteam. Nach einem Jahr beim Hartford Wolf Pack und einem weiteren bei den San Antonio Rampage ging er 2003 für zwei Spiele nach Russland zu Neftechimik Nischnekamsk in die russische Superliga. Den Rest der Saison 2003/04 verbrachte er wechselnd bei den Flint Generals in der United Hockey League (UHL) sowie Utah Grizzlies und St. John’s Maple Leafs in der AHL. Ab 2004 verbrachte er zwei Spielzeiten in der 2. Bundesliga bei den Lausitzer Füchsen, ehe der Kanadier seine Karriere im Alter von 32 Jahren im Sommer 2006 beendete.

## Erfolge und Auszeichnungen
- 1993 Memorial-Cup-Gewinn mit den Sault Ste. Marie Greyhounds
- 2000 Finnischer Vizemeister mit Jokerit Helsinki

## Karrierestatistik
(Legende zur Spielerstatistik: Sp oder GP = absolvierte Spiele; T oder G = erzielte Tore; V oder A = erzielte Assists; Pkt oder Pts = erzielte Scorerpunkte; SM oder PIM = erhaltene Strafminuten; +/− = Plus/Minus-Bilanz; PP = erzielte Überzahltore; SH = erzielte Unterzahltore; GW = erzielte Siegtore; 1 Play-downs/Relegation; Kursiv: Statistik nicht vollständig)